# Guajiraöknen
Guajiraöknen (spanska: Desierto de La Guajira) är en öken på Guajirahalvön i departementet La Guajira i norra Colombia.
I trakten råder ett hett ökenklimat. Årsmedeltemperaturen i trakten är 27 °C. Den varmaste månaden är augusti, då medeltemperaturen är 30 °C, och den kallaste är december, med 25 °C. Genomsnittlig årsnederbörd är 281 millimeter. Den regnigaste månaden är oktober, med i genomsnitt 108 mm nederbörd, och den torraste är februari, med 1 mm nederbörd.